# Hans Peter Luhn
Hans Peter Luhn (Barmen, 1 de julho de 1896 — Armonk, 19 de agosto de 1964) foi um pesquisador alemão no campo da ciência da computação e Biblioteconomia & Ciência da Informação para a IBM, e criador do algoritmo de Luhn, da indexação KWIC (Key Words In Context) e da divulgação seletiva de informações (“SDI”). Suas invenções encontraram aplicações em diversas áreas, como ciência da computação, indústria têxtil, linguística e ciência da informação. Ele obteve mais de 80 patentes.

## Biografia
Luhn nasceu em Barmen, Alemanha (agora parte de Wuppertal) em 1 de julho de 1896. Após concluir o ensino médio, Luhn mudou-se para a Suíça para aprender o ofício de impressão e ingressar nos negócios da família. Sua carreira na impressão foi interrompida por seu serviço como oficial de comunicações no exército alemão durante a Primeira Guerra Mundial. Após a guerra, Luhn entrou no campo têxtil, o que o levou aos Estados Unidos, onde inventou um medidor de contagem de fios (o Lunômetro) ainda no mercado. Do final da década de 1920 ao início da de 1940, período em que obteve patentes para uma ampla gama de invenções, Luhn trabalhou em têxteis e como consultor independente de engenharia. Ingressou na IBM como engenheiro de pesquisa sênior em 1941 e logo se tornou gerente da divisão de pesquisa de recuperação de informações.
Sua introdução ao campo da documentação/ciência da informação veio em 1947 quando foi convidado a trabalhar em um problema trazido à IBM por James Perry e Malcolm Dyson que envolvia a busca de compostos químicos registrados em forma codificada. Ele encontrou uma solução para esse e outros problemas usando cartões perfurados, mas muitas vezes teve que superar as limitações das máquinas disponíveis, criando novas maneiras de usá-las. No início da era da informação na década de 1950, o software tornou-se o meio de superar as limitações inerentes às máquinas de cartões perfurados do passado.
Luhn dedicou cada vez mais tempo aos problemas de recuperação e armazenamento de informações enfrentados por bibliotecas e centros de documentação e foi pioneiro no uso de equipamentos de processamento de dados para resolver esses problemas. “Luhn foi o primeiro, ou um dos primeiros, a desenvolver muitas das técnicas básicas agora comuns na ciência da informação.” Essas técnicas incluíam processamento de texto completo; função hash; indexação de palavras-chave em contexto; indexação automática; abstração automática e o conceito de disseminação seletiva de informação (SDI).
Luhn foi um pioneiro na função hash. Em 1953, ele sugeriu colocar informações em buckets para acelerar a busca. Ele não considerou apenas lidar com números de forma mais eficiente. Ele estava aplicando seus conceitos ao texto também. Os métodos de Luhn foram aprimorados por cientistas da computação décadas após suas invenções. Hoje, os algoritmos de hash são essenciais para muitas aplicações, como ferramentas textuais, serviços em nuvem, pesquisa intensiva de dados e criptografia, entre vários outros usos. É surpreendente que seu nome e contribuições para o manuseio de informações sejam amplamente esquecidos.[4]
Duas das maiores realizações de Luhn são a ideia de um sistema SDI e o método de indexação KWIC. Os sistemas SDI de hoje devem muito a um artigo de 1958 de Luhn, “A Business Intelligence System”, que descrevia um “método automático para fornecer serviços de conscientização atuais a cientistas e engenheiros” que precisavam de ajuda para lidar com o rápido crescimento pós-guerra da literatura científica e técnica. Luhn aparentemente cunhou o termo inteligência empresarial nesse artigo.